# Dieter Bohlen
Dieter Günter Bohlen (* 7. února 1954 Berne, Západní Německo) je hudebník, hudební skladatel, písničkář, producent a bavič.[zdroj?] Je zakládajícím členem skupiny Modern Talking.

## Život
Již od mládí byla jeho zájmem hudba, a tak hrál v několika kapelách.
Po úspěšném ukončení ekonomického studia na univerzitě v Göttingenu v oboru "Business Administration" vedl Dieter nějakou dobu otcovu firmu silničních staveb Hans Bohlen engineering GmbH Oldenburg. Od roku 1979 pracoval u nahrávací společnosti Intersong jako producent. I přes předchozí neúspěchy se stále pokoušel prosadit sám. Používal při tom řadu pseudonymů, např. Ryan Simmons, Steve Benson, Dee Bass, Art Of Music.[zdroj?]
V roce 1983 se setkal s Thomasem Andersem a o něco později s ním založil skupinu Modern Talking. Po rozpadu dua založil roku 1987 vlastní skupinu Blue System.
Postupem doby se vypracoval a stal se, paralelně s působením v Modern Talking, producentem a skladatelem mnoha písní svých kolegů. Jednou z jím nejvíc proslavených hvězd se stala holandská zpěvačka C. C. Catch, dále Nino DeAngelo a např. pro Chrise Normana složil „Midnight Lady“.
Ve své domovské zemi se stal úspěšným skladatelem již v 80. letech.[zdroj?] V roce 1983 se seznámil s Thomasem Andersem (vlastním jménem Bernd Weidung), stál u zrodu celé řady skladeb v německém jazyce. Příkladem je "Wie Ein Verbotener Kontinent" či "Heisskalter Engel" (později přezpívaný zpěvákem s přezdívkou Marx). Dieter se ukázal jako zpěvák se zastřeným hlasem, který u něj graduje především v nezaměnitelné vysoké fistuli. Teprve poté, kdy bylo vydáno a uveřejněno několik společných skladeb, vznikl koncem roku 1983 nový projekt "Modern Talking", který se zejména ve střední a východní Evropě stal velmi populárním a úspěšným (zejm. v Polsku). V rámci tohoto projektu Dieter Bohlen ve spolupráci s hudebním vydavatelem Hansa Music vydal 5 úspěšných LP (Modern Talking-The First Album, Let's Talk About Love, Ready For Romance, In The Middle Of Nowhere, Romantic Warriors). Následné šesté LP s názvem In The Garden Of Venus již vzniklo pouze v důsledku časového dobíhání smlouvy mezi Berndem a Dieterem, přičemž v nahrávacím studiu se již tito dva aktéři prakticky nesešli. Údajně byla zdrojem tohoto rozchodu v r. 1987 Nora, manželka Thomase Anderse. Nutno však podotknout, že projekt Modern Talking nebyl zdaleka jediným projektem Dietera Bohlena. Dieter skládal hezké i úspěšné melodie na domácí scéně do celé řady filmů i seriálů (např. Rivalen Der Rennbahn), seznámil se a vytvářel novou popovou stálici Karo Mullerovou (C. C. Catch), skládal hity pro Chrise Normana, zmíněná píseň Midnight Lady, či Love Is ..., spolupracoval např. s populárním Al Martinem, či skládal pro Bonnie Tyler.
Následně po rozchodu skupiny Modern Talking Thomas Anders odjel do USA a věnoval se novému stylu hudby, která však již kromě prvních dvou LP napodobenin již se stylem skupiny Modern Talking nemá nic společného. Dieter dále intenzivně pracoval v nově založeném projektu Blue System, ve kterém pokračoval dále ve stylu bývalé skupiny Modern Talking dalších 10 let, do roku 1997. Poté se však opět setkal s Thomasem Andersem a oznámili comeback skupiny Modern Talking, přičemž spolupracovali na nové LP s názvem Back To Good (návrat k dobrému), které ovšem vyšlo v roce 1998. Následně společně vytvořili dalších 5 LP (Alone, 2000 Year Of Dragon, America, Victory, Universe). LP s názvem Universe, které vyšlo v roce 2003, definitivně uzavřelo projekt Modern Talking, kdy na koncertu tuto smutnou zprávu sdělil Dieter před desetitisíci zklamanými diváky. Dále dobíhal i pokračoval Dieterův projekt Blue System, pro který však již pouze skládal nové písně. Členové této kapely se přejmenovali na Systems In Blue a vydali LP s názvem "Point Of No Return" a několik dalších singlů. Dieter Bohlen je porotcem německé soutěže Deutschland sucht den Superstar (Německo hledá superstar).
Vítězný zpěvák Alexander debutoval s Dieterovou novou písní "Free Like The Wind". V roce 2005 vyšlo LP s názvem POP-TITANS-HITS The Songs of Dieter Bohlen, jako souhrn skladeb posledních let i vzpomínek, nebo LP s názvem Dieter Bohlen – In Der Film, mimo jiné obsahující skladbu Gasoline. Dieter se aktivně zapojil rovněž do televizních pěveckých soutěží, např. do zmíněné německé verze Superstar. Zde působil min. od roku 2003 až do roku 2021, avšak i v roce 2023 opět usedl do křesla porotců. Za tuto dobu zde samozřejmě potkal další osobnosti hodné zřetele, kterým dal možnost vyniknout, neboť jim skládal singly, či umožnil remake svých starších skladeb. Např. Helene Fischer, Errol Brown, Katja Ebstein, či Mark Medlock. Další německá zpěvačka, která má v repertoáru písně z Bohlenova pera, je Andrea Berg. S Helene Fischer však nikdy nespolupracoval. Naopak, stali se spíše rivaly. Helene dokázala v prodeji vstupenek na svůj koncert převálcovat prodej vstupenek na Bohlenův koncert ve stejném termínu (2023). Bohlen svůj koncert nakonec zrušil.